# Médard Brogly

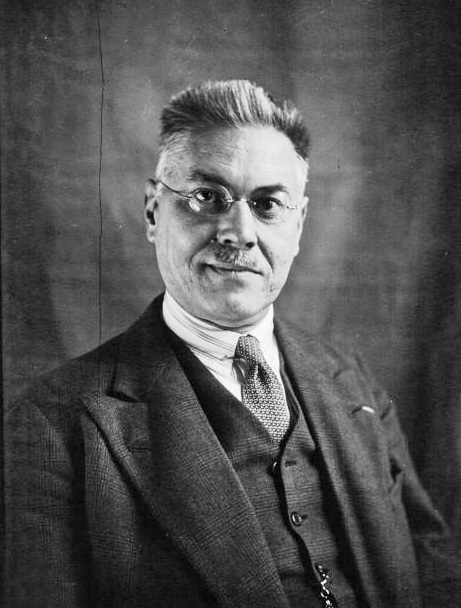
Médard Brogly, 1932

Médard Brogly (* 29. April 1878 in Rixheim; † 5. Dezember 1959 in Riedisheim) war ein elsässischer Politiker, der unter deutscher und französischer Herrschaft aktiv war.

## Leben und Wirken
Seine Eltern waren Fridolin Brogly und Marie, geb. Koerber. Médard Brogly heiratete 1909 Philomène Meyer, mit der er zwei Söhne und zwei Töchter hatte. Er besuchte das Gymnasium in Colmar und anschließend die Reichsuniversität Straßburg. Danach war er Lehrer in Colmar und Mülhausen.
Er war seit der Landtagswahl 1911 Mitglied im Landtag des Reichslandes Elsaß-Lothringen für den Wahlkreis Habsheim-Landser und das Zentrum. Aufgrund seiner pro-französischen Überzeugungen wurde er nach dem Ausbruch des Ersten Weltkriegs am 11. August 1914 zum ersten Mal verhaftet. Am 13. April 1915 wurde er erneut verhaftet und am 13. Juli 1915 wegen Spionage für Frankreich von einem deutschen Kriegsgericht zu zehn Jahren Zuchthaus und Verlust der bürgerlichen Rechte verurteilt. Erst am 9. November 1918 kam er infolge der Novemberrevolution aus dem Gefängnis in Saargemünd frei.
Er trat der neu gegründeten Union populaire républicaine bei und wurde 1919 Parteivorsitzender im Département Haut-Rhin, ein Amt, das er bis zur Auflösung der Partei im Jahr 1940 innehatte. Von 1919 bis 1924 und von 1928 bis 1936 war er Mitglied der Abgeordnetenkammer. Von 1936 bis 1944 gehörte er für das Département Haut-Rhin dem Senat an.
An der Sitzung der Nationalversammlung am 10. Juli 1940, auf der die erweiterten Vollmachten für Marschall Pétain beschlossen wurden und die das Ende der Dritten Republik bedeutete, nahm er nicht teil. Nach 1940 war er im französischen Widerstand aktiv. Nach 1945 zog er sich aus der Politik zurück.

## Auszeichnungen
- Ritter der Ehrenlegion
- Ritter des Gregoriusorden
- Médaille de la Fidélité Française mit drei Sternen

## Publikationen
- Zur Schul- und Sprachen-Frage in Elsass und Lothringen (1932)
- La grande épreuve: l’Alsace sous l’occupation Allemande (1945)